# Kalmar landskommun, Uppland
För landskommunen med detta namn i Småland, se Kalmar landskommun, Småland.
Kalmar landskommun var en tidigare kommun i Uppsala län. 

## Administrativ historik
Kommunen inrättades i Kalmar socken i Håbo härad i Uppland när 1862 års kommunalförordningar trädde i kraft 1863. 
Vid kommunreformen 1952 gick den upp i Håbo landskommun, som 1971 ombildades till Håbo kommun. 